# U-20-Fußball-Weltmeisterschaft der Frauen 2010
Die U-20-Fußball-Weltmeisterschaft der Frauen 2010 (offiziell 2010 FIFA U-20 Women’s World Cup) war die fünfte Ausspielung dieses Wettbewerbs für Fußballspielerinnen unter 20 Jahren (Stichtag: 1. Januar 1990) und fand vom 13. Juli bis 1. August 2010 in Deutschland statt. Deutschland war damit zum ersten Mal Gastgeber eines FIFA-Turniers im Juniorenbereich und konnte als bisher einzige Mannschaft (Stand 24. August 2018) den Heimvorteil nutzen und das Turnier gewinnen. Gespielt wurde in den Städten Augsburg, Bielefeld, Bochum und Dresden. Am Turnier nahmen 16 Mannschaften teil, die zunächst im vier Gruppen- und danach im K.-o.-System gegeneinander antraten.
Gastgeber Deutschland besiegte im Finale die Mannschaft Nigerias mit 2:0 und konnte das Turnier damit zum zweiten Mal gewinnen.

## Vergabe des Turniers
Der Deutsche Fußball-Bund (DFB) hatte sich erst auf Wunsch der FIFA um die Austragung des Turniers beworben. Zuvor hatte ein nicht näher genanntes Land aus Südamerika Interesse signalisiert. Da der Austragungsort der WM 2008 mit Chile bereits auf dem südamerikanischen Kontinent lag, wollte die FIFA das Turnier 2010 an einen anderen Kontinentalverband vergeben. Schließlich wurde Deutschland auf der Sitzung des FIFA-Exekutivkomitees in Zürich am 14. März 2008 mit der Turnierorganisation beauftragt. Und so kam es, dass seit 2010 der jeweilige Gastgeber der Frauen-Weltmeisterschaft auch die vorherige U-20-Weltmeisterschaft ausrichtet.

## Spielorte
Der Deutsche Fußball-Bund gab am 14. November 2008 bekannt, dass das Turnier in vier Städten ausgetragen wird.
- Augsburg: In Augsburg wurde in der impuls arena gespielt. Die im Juli 2009 fertiggestellte Heimspielstätte des FC Augsburg bietet bei voller Bestuhlung Platz für 25.579 Zuschauer. Sechs Vorrundenspiele und ein Viertelfinale wurden in Augsburg gespielt.
- Bielefeld: Die SchücoArena ist die Heimat von Arminia Bielefeld. Seit dem letzten Umbau im Jahre 2008 können 27.300 Zuschauer die Spiele verfolgen. Das Bielefelder Stadion war Austragungsort für sechs Vorrundenspiele, ein Viertelfinale, ein Halbfinale, das Spiel um Platz 3 und das Finale.
- Bochum: Das Ruhrstadion in Bochum bietet Platz für 32.000 Zuschauer. Das Stadion des VfL Bochum wurde bis zum Turnier renoviert. In Bochum wurden sechs Vorrundenspiele, ein Viertelfinale und ein Halbfinale ausgetragen.
- Dresden: Größtes Stadion des Turniers war das Rudolf-Harbig-Stadion in Dresden. Die Spielstätte von Dynamo Dresden bietet Platz für 32.066 Zuschauer. Wie in Augsburg wurden in Dresden sechs Vorrundenspiele und ein Viertelfinale ausgetragen.

Augsburg, Bochum und Dresden wurden zudem Spielorte der Frauen-Weltmeisterschaft 2011. Laut DFB-Generalsekretär Wolfgang Niersbach war es der „grundsätzliche Wunsch der FIFA, die 32 Spiele der 16 teilnehmenden U-20-Teams in Stadien auszutragen, in denen ein Jahr später auch die Frauen-WM stattfindet“. Bielefeld hatte sich vergeblich als Austragungsort für die WM 2011 beworben. Der Zuschlag als Austragungsort der U-20-Weltmeisterschaft erfolgte als Kompensation.
Die Stadien in Augsburg, Bielefeld und Bochum führten während des Turniers ihre durch Sponsorenverträge erhaltenen Namen nicht, die Bezeichnungen änderten sich zu „FIFA WM Stadion Stadtname“, einzig das zum damaligen Zeitpunkt noch nicht mit einem Sponsornamen versehene Rudolf-Harbig-Stadion in Dresden behielt seinen Namen. Zur WM wurden die Kapazitäten jeweils deutlich reduziert.
| Augsburg |

| Bielefeld |

| Bochum |

| Dresden |

| Augsburg |

| Bielefeld |

| Bochum |

| Dresden |

## Qualifikation

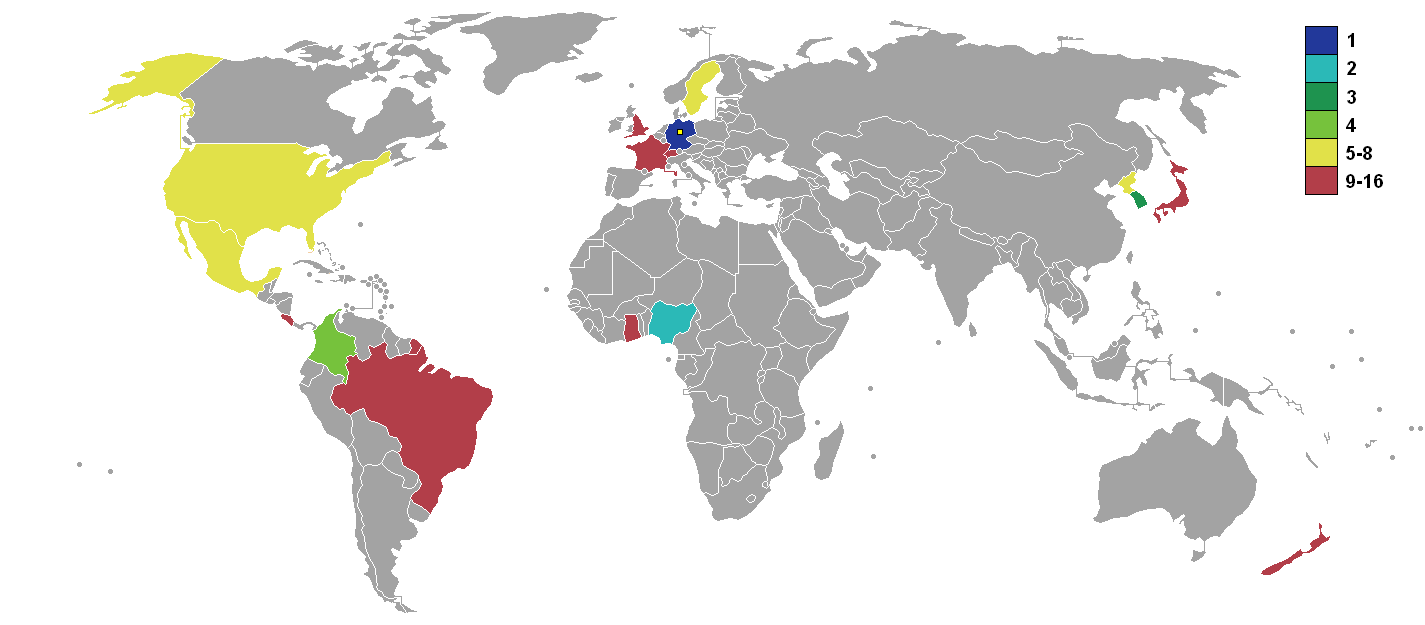
Platzierungen der Teilnehmer

Bei der Tagung des FIFA-Exekutivkomitees am 20. März 2009 in Zürich legte die FIFA die Verteilerschlüssel für die 16 Startplätze fest. Das größte Kontingent erhielt Europa mit vier Startplätzen. Jeweils drei Teilnehmer stellen Asien und Nordamerika. Südamerika und Afrika erhalten jeweils zwei Plätze während Ozeanien eine Mannschaft entsenden wird. Komplettiert wird das Teilnehmerfeld vom Gastgeber Deutschland.
Die europäischen Teilnehmer wurden bei der U-19-Europameisterschaft 2009 in Belarus ermittelt. Jeweils die beiden besten Mannschaften der zwei Vorrundengruppen qualifizierten sich für die Weltmeisterschaft. Hätte die ebenfalls teilnehmende deutsche Mannschaft einen dieser Plätze belegt, so wären die beiden Gruppendritten in einem Entscheidungsspiel gegeneinander angetreten um den vierten europäischen Teilnehmer zu ermitteln. Schließlich qualifizierten sich England, Frankreich, Schweden und die Schweiz.
Asiens Vertreter wurden bei der U-19-Asienmeisterschaft 2009 in der Volksrepublik China ermittelt. Die drei Endrundenplätze bei der Weltmeisterschaft gingen an die beiden Finalisten Japan und Südkorea sowie an den Drittplatzierten Nordkorea.
Die beiden Vertreter Afrikas wurden in einem Qualifikationsturnier ermittelt. 21 Nationalmannschaften spielten über vier Runden mit Hin- und Rückspiel im K.-o.-System die beiden Teilnehmer aus. Ghana und Nigeria konnten die Finalpaarungen gewinnen und sich somit für die Endrunde qualifizieren.
In Nordamerika wurden die Teilnehmer bei der CONCACAF U-20-Meisterschaft ausgespielt. Das Turnier fand in der Zeit vom 20. bis 31. Januar 2010 in Guatemala statt. Neben dem Turniersieger USA und dem Zweitplatzierten Mexiko qualifizierte sich erstmals die Mannschaft aus Costa Rica für die WM-Endrunde.
Südamerika ermittelte seine beiden Teilnehmer bei der U-20-Fußball-Südamerikameisterschaft der Frauen. Das Turnier wurde im März 2010 in Kolumbien ausgespielt. Neben den Gastgebern konnte sich Brasilien für das Finale qualifizieren, wodurch beide Mannschaften das Ticket zur Weltmeisterschaft lösten.
Der Teilnehmer aus Ozeanien wurde bei der kontinentalen Meisterschaft ermittelt, die in der neuseeländischen Großstadt Auckland ausgetragen wurde. Ursprünglich sollte das Turnier vom 5. bis 9. Oktober 2009 ausgetragen werden. Wegen des Erdbebens bei den Samoainseln wurde es auf den Zeitraum vom 21. bis 25. Januar 2010 verschoben. Gastgeber Neuseeland gewann das Turnier und qualifizierte sich somit für die Weltmeisterschaft.

### Teilnehmer
| 5 aus Europa                        | Deutschland | England    | Frankreich | Schweden* | Schweiz |
| 3 aus Asien                         | Japan       | Nordkorea  | Südkorea   |           |         |
| 3 aus Nord-, Mittelamerika, Karibik | Costa Rica* | Mexiko     | USA        |           |         |
| 2 aus Afrika                        | Ghana*      | Nigeria    |            |           |         |
| 2 aus Südamerika                    | Brasilien   | Kolumbien* |            |           |         |
| 1 aus Ozeanien                      | Neuseeland  |            |            |           |         |

* Erstteilnahme.

## Modus der Endrunde
Nach dem FIFA-Reglement bestand das Turnier zunächst aus Gruppenspielen sowie anschließend aus Viertelfinale, Halbfinale, Spiel um Platz drei und Finale. Die Spielzeit betrug zweimal 45 Minuten.
Die 16 Teilnehmer wurden in vier Vorrundengruppen mit je vier Mannschaften gelost, von denen sich jeweils die ersten beiden für das Viertelfinale qualifizierten. In der Gruppenphase spielte jede Mannschaft einmal gegen jede andere Mannschaft ihrer Gruppe nach dem Ligasystem. Die Vorrundenspiele wurden als Doubleheader ausgetragen, d. h., es finden jeweils zwei Spiele hintereinander in einem Stadion statt. Für einen Sieg wurden drei Punkte, für ein Unentschieden wurde ein Punkt vergeben.
Die Platzierung der Mannschaften in den Vorrundengruppen ergab sich dabei in folgender Reihenfolge:
1. Anzahl der Punkte aus allen Gruppenspielen;
2. Tordifferenz aus allen drei Spielen;
3. Anzahl der erzielten Tore;
4. Anzahl Punkte aus den Direktbegegnungen der punkt- und torgleichen Teams;
5. Tordifferenz in den Direktbegegnungen der punkt- und torgleichen Teams;
6. Anzahl der in den Direktbegegnungen der punkt- und torgleichen Teams erzielten Tore;
7. Losentscheid durch die FIFA-Organisationskommission.

Ab dem Viertelfinale wurde das Turnier im K.-o.-System fortgesetzt, wobei sich der Sieger eines Spiels für die nächste Runde qualifizierte. Spiele, die nach Ablauf der regulären Spielzeit unentschieden endeten, wurden um zweimal 15 Minuten verlängert. Sollte nach Ablauf der Verlängerung immer noch keine Entscheidung gefallen sein, kam es zum Elfmeterschießen.

## Vorrunde
Die Auslosung der Endrunde wurde am 22. April 2010 im Dresdner Residenzschloss durchgeführt. Geleitet wurde die Zeremonie von der FIFA-Abteilungsleiterin für Frauenfußballwettbewerbe, Tatjana Haenni. Die Lose wurden von den Bundesligaspielerinnen Alexandra Krieger, Yūki Nagasato, Carol Carioca, Adjoa Bayor, Marie-Louise Bagehorn und Dzsenifer Marozsán gezogen.

### Gruppe A
| Pl. | Land        | Sp. | S | U | N | Tore    | Diff. | Punkte |
| --- | ----------- | --- | - | - | - | ------- | ----- | ------ |
| 1.  | Deutschland | 3   | 3 | 0 | 0 | 011:400 | +7    | 09     |
| 2.  | Kolumbien   | 3   | 1 | 1 | 1 | 005:400 | +1    | 04     |
| 3.  | Frankreich  | 3   | 1 | 1 | 1 | 004:500 | −1    | 04     |
| 4.  | Costa Rica  | 3   | 0 | 0 | 3 | 002:900 | −7    | 0      |

|                                                  |   |             |           |
| Dienstag, 13. Juli 2010 um 11:30 Uhr in Bochum   |   |             |           |
| Deutschland                                      | – | Costa Rica  | 4:2 (2:1) |
| Dienstag, 13. Juli 2010 um 14:30 Uhr in Bochum   |   |             |           |
| Kolumbien                                        | – | Frankreich  | 1:1 (0:1) |
| Freitag, 16. Juli 2010 um 18:00 Uhr in Bochum    |   |             |           |
| Deutschland                                      | – | Kolumbien   | 3:1 (1:0) |
| Freitag, 16. Juli 2010 um 15:00 Uhr in Bochum    |   |             |           |
| Costa Rica                                       | – | Frankreich  | 0:2 (0:0) |
| Dienstag, 20. Juli 2010 um 11:30 Uhr in Augsburg |   |             |           |
| Frankreich                                       | – | Deutschland | 1:4 (0:2) |
| Dienstag, 20. Juli 2010 um 11:30 Uhr in Dresden  |   |             |           |
| Costa Rica                                       | – | Kolumbien   | 0:3 (0:2) |

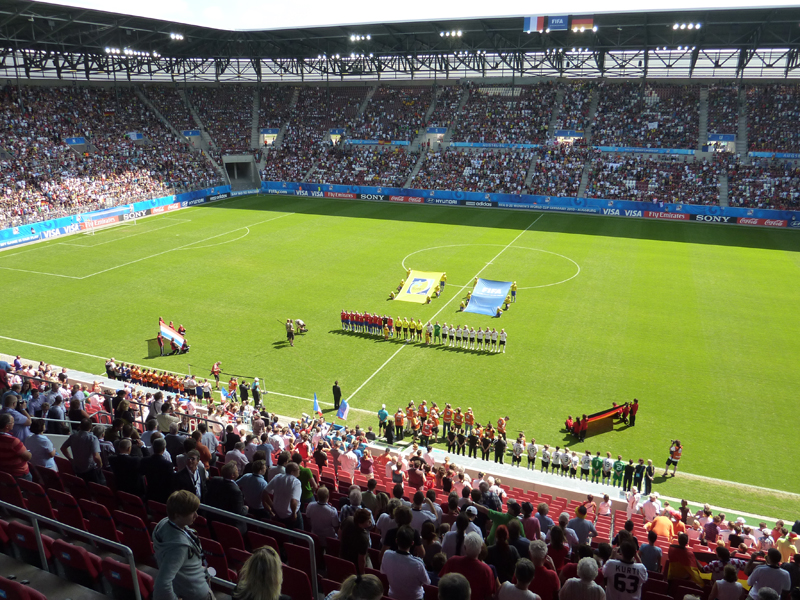
Vor dem letzten Gruppenspiel von Gastgeber Deutschland gegen Frankreich: gut gefüllte Ränge.

Gastgeber Deutschland konnte als einzige Mannschaft alle drei Vorrundenspiele gewinnen und stellte mit elf Toren die torhungrigste Mannschaft. Großen Anteil am deutschen Erfolg hatte die Stürmerin Alexandra Popp, die alleine sechs Tore erzielte. Überraschend wurde Kolumbien Gruppenzweiter. Den Südamerikanerinnen gelang bei ihrer ersten WM-Teilnahme der Viertelfinaleinzug durch ein 3:0 gegen Costa Rica und sie profitierten vom deutlichen 4:1-Sieg Deutschlands über Frankreich. Die Französinnen wurden Gruppendritte und schieden ebenso wie Costa Rica vorzeitig aus. Costa Rica verlor bei der WM-Premiere alle drei Spiele.

### Gruppe B
| Pl. | Land       | Sp. | S | U | N | Tore    | Diff. | Punkte |
| --- | ---------- | --- | - | - | - | ------- | ----- | ------ |
| 1.  | Schweden   | 3   | 2 | 1 | 0 | 006:400 | +2    | 07     |
| 2.  | Nordkorea  | 3   | 2 | 0 | 1 | 005:400 | +1    | 06     |
| 3.  | Brasilien  | 3   | 1 | 1 | 1 | 005:300 | +2    | 04     |
| 4.  | Neuseeland | 3   | 0 | 0 | 3 | 003:800 | −5    | 0      |

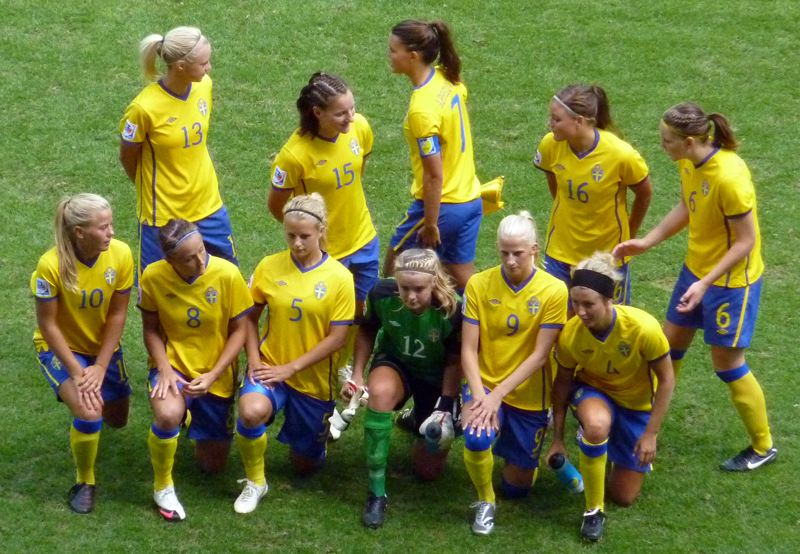
Gruppensieger Schweden
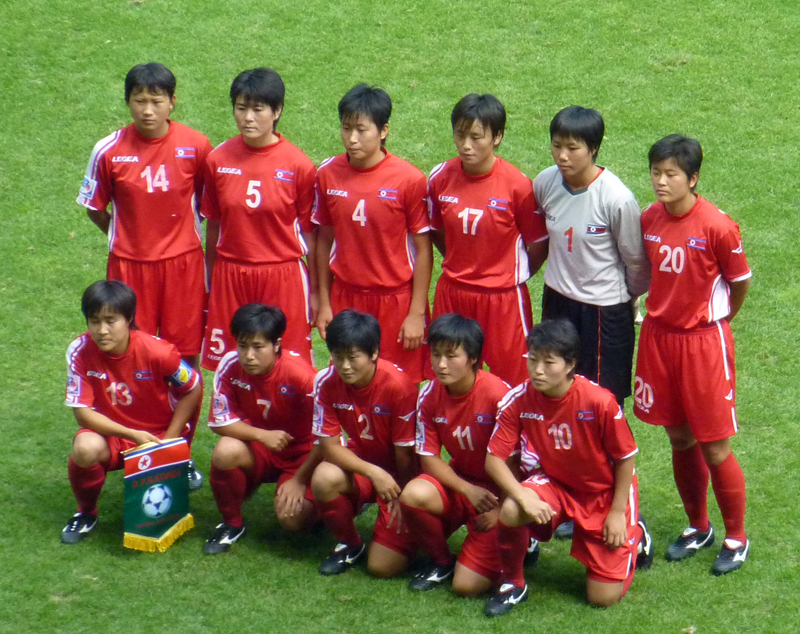
Gruppenzweiter Nordkorea

|                                                   |   |            |           |
| Dienstag, 13. Juli 2010 um 11:30 Uhr in Bielefeld |   |            |           |
| Brasilien                                         | – | Nordkorea  | 0:1 (0:0) |
| Dienstag, 13. Juli 2010 um 14:30 Uhr in Bielefeld |   |            |           |
| Schweden                                          | – | Neuseeland | 2:1 (0:1) |
| Freitag, 16. Juli 2010 um 15:00 Uhr in Bielefeld  |   |            |           |
| Brasilien                                         | – | Schweden   | 1:1 (0:1) |
| Freitag, 16. Juli 2010 um 18:00 Uhr in Bielefeld  |   |            |           |
| Nordkorea                                         | – | Neuseeland | 2:1 (1:0) |
| Dienstag, 20. Juli 2010 um 14:30 Uhr in Dresden   |   |            |           |
| Neuseeland                                        | – | Brasilien  | 1:4 (0:1) |
| Dienstag, 20. Juli 2010 um 14:30 Uhr in Augsburg  |   |            |           |
| Nordkorea                                         | – | Schweden   | 2:3 (1:1) |

Mit etwas Glück sicherte sich WM-Neuling Schweden den Gruppensieg. Im entscheidenden Spiel gegen Nordkorea profitierten die Skandinavierinnen von einem Eigentor von Nordkorea, die den zweiten Platz in der Gruppe B belegten. Mitfavorit Brasilien schied dagegen als Dritter aus. Der abschließende 4:1-Sieg über den Letzten Neuseeland war wertlos.

### Gruppe C
| Pl. | Land    | Sp. | S | U | N | Tore    | Diff. | Punkte |
| --- | ------- | --- | - | - | - | ------- | ----- | ------ |
| 1.  | Mexiko  | 3   | 1 | 2 | 0 | 005:400 | +1    | 05     |
| 2.  | Nigeria | 3   | 1 | 2 | 0 | 004:300 | +1    | 05     |
| 3.  | Japan   | 3   | 1 | 1 | 1 | 007:600 | +1    | 04     |
| 4.  | England | 3   | 0 | 1 | 2 | 002:500 | −3    | 01     |

|                                                   |   |         |           |
| Mittwoch, 14. Juli 2010 um 11:30 Uhr in Augsburg  |   |         |           |
| England                                           | – | Nigeria | 1:1 (1:0) |
| Mittwoch, 14. Juli 2010 um 14:30 Uhr in Augsburg  |   |         |           |
| Mexiko                                            | – | Japan   | 3:3 (3:1) |
| Samstag, 17. Juli 2010 um 18:00 Uhr in Augsburg   |   |         |           |
| England                                           | – | Mexiko  | 0:1 (0:0) |
| Samstag, 17. Juli 2010 um 15:00 Uhr in Augsburg   |   |         |           |
| Nigeria                                           | – | Japan   | 2:1 (2:0) |
| Mittwoch, 21. Juli 2010 um 15:00 Uhr in Bielefeld |   |         |           |
| Japan                                             | – | England | 3:1 (1:0) |
| Mittwoch, 21. Juli 2010 um 15:00 Uhr in Bochum    |   |         |           |
| Nigeria                                           | – | Mexiko  | 1:1 (1:0) |

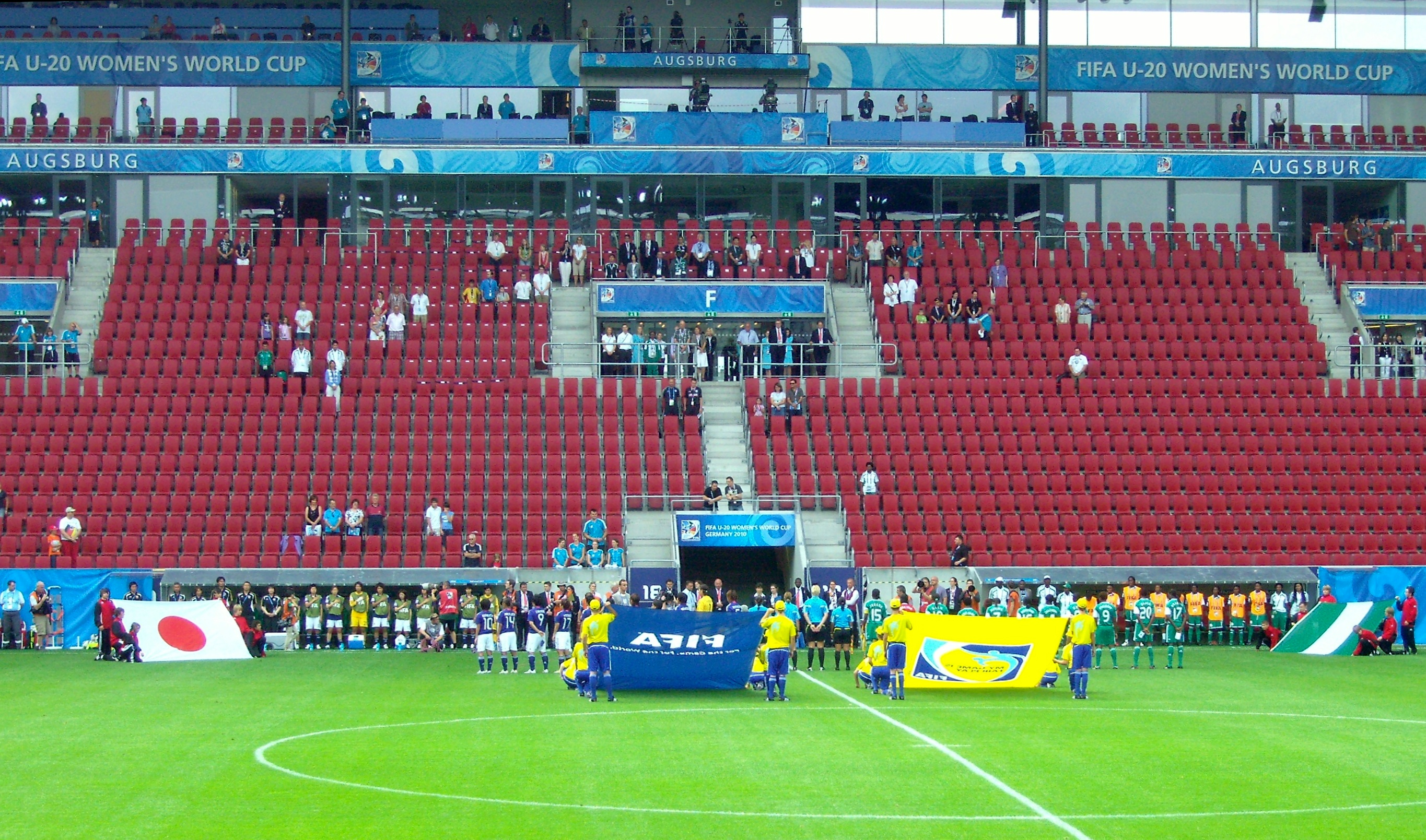
Hymnenzeremonie vor der Begegnung Nigeria – Japan

Mit einer Überraschung endeten die Vorrundenspiele in der Gruppe C. Durch ein 1:1 im direkten Aufeinandertreffen sicherten sich die als Außenseiter gehandelten Mannschaften aus Nigeria und Mexiko den Einzug in die Runde der letzten Acht. Die Mexikanerinnen überstanden zum ersten Mal die Vorrunde. Die favorisierten Mannschaften aus Japan und England mussten dagegen die Heimreise antreten.

### Gruppe D
| Pl. | Land     | Sp. | S | U | N | Tore    | Diff. | Punkte |
| --- | -------- | --- | - | - | - | ------- | ----- | ------ |
| 1.  | USA      | 3   | 2 | 1 | 0 | 007:100 | +6    | 07     |
| 2.  | Südkorea | 3   | 2 | 0 | 1 | 008:300 | +5    | 06     |
| 3.  | Ghana    | 3   | 1 | 1 | 1 | 005:500 | ±0    | 04     |
| 4.  | Schweiz  | 3   | 0 | 0 | 3 | 000:110 | −11   | 0      |

|                                                   |   |          |           |
| Mittwoch, 14. Juli 2010 um 18:00 Uhr in Dresden   |   |          |           |
| USA                                               | – | Ghana    | 1:1 (0:1) |
| Mittwoch, 14. Juli 2010 um 15:00 Uhr in Dresden   |   |          |           |
| Schweiz                                           | – | Südkorea | 0:4 (0:2) |
| Samstag, 17. Juli 2010 um 18:00 Uhr in Dresden    |   |          |           |
| USA                                               | – | Schweiz  | 5:0 (3:0) |
| Samstag, 17. Juli 2010 um 15:00 Uhr in Dresden    |   |          |           |
| Ghana                                             | – | Südkorea | 2:4 (1:1) |
| Mittwoch, 21. Juli 2010 um 18:00 Uhr in Bielefeld |   |          |           |
| Südkorea                                          | – | USA      | 0:1 (0:1) |
| Mittwoch, 21. Juli 2010 um 18:00 Uhr in Bochum    |   |          |           |
| Ghana                                             | – | Schweiz  | 2:0 (2:0) |

Auch bei der fünften Weltmeisterschaft sicherte sich die Mannschaft aus den USA den Gruppensieg. Gruppenzweiter wurde die Mannschaft aus Südkorea vor Ghana. Enttäuschend verlief das Turnier für die Mannschaft der Schweiz, die alle drei Vorrundenspiele verlor und dabei ohne eigenen Torerfolg blieb.

## Finalrunde

### Viertelfinale
|                                                  |   |           |                                 |
| Samstag, 24. Juli 2010 um 11:30 Uhr in Bielefeld |   |           |                                 |
| Schweden                                         | – | Kolumbien | 0:2 (0:2)                       |
| Samstag, 24. Juli 2010 um 18:00 Uhr in Bochum    |   |           |                                 |
| Deutschland                                      | – | Nordkorea | 2:0 (1:0)                       |
| Sonntag, 25. Juli 2010 um 11:30 Uhr in Augsburg  |   |           |                                 |
| USA                                              | – | Nigeria   | 1:1 n. V. (1:1, 1:0), 2:4 i. E. |
| Sonntag, 25. Juli 2010 um 18:30 Uhr in Dresden   |   |           |                                 |
| Mexiko                                           | – | Südkorea  | 1:3 (0:2)                       |

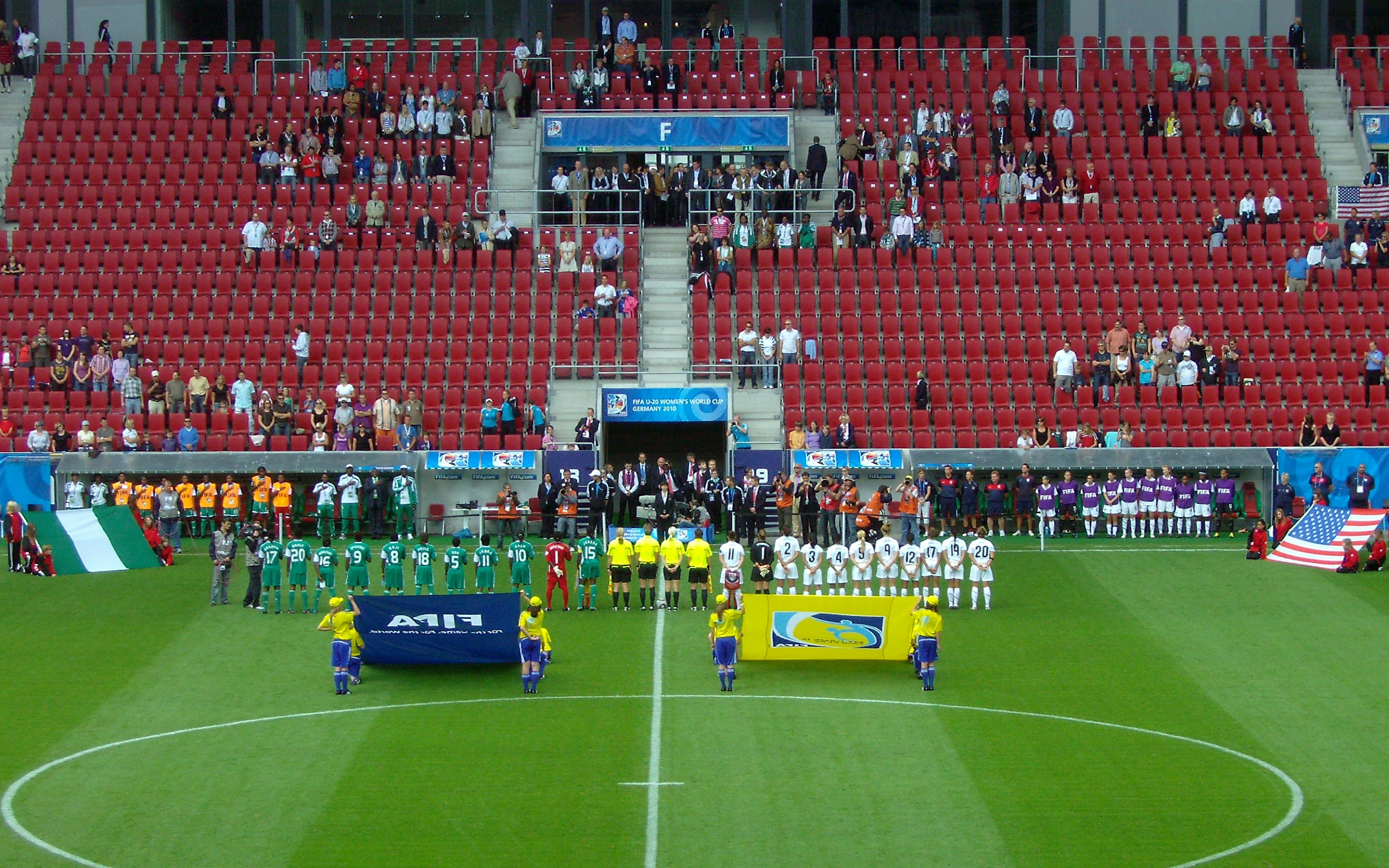
Nigeria konnte sich gegen die favorisierten USA im Elfmeterschießen durchsetzen.

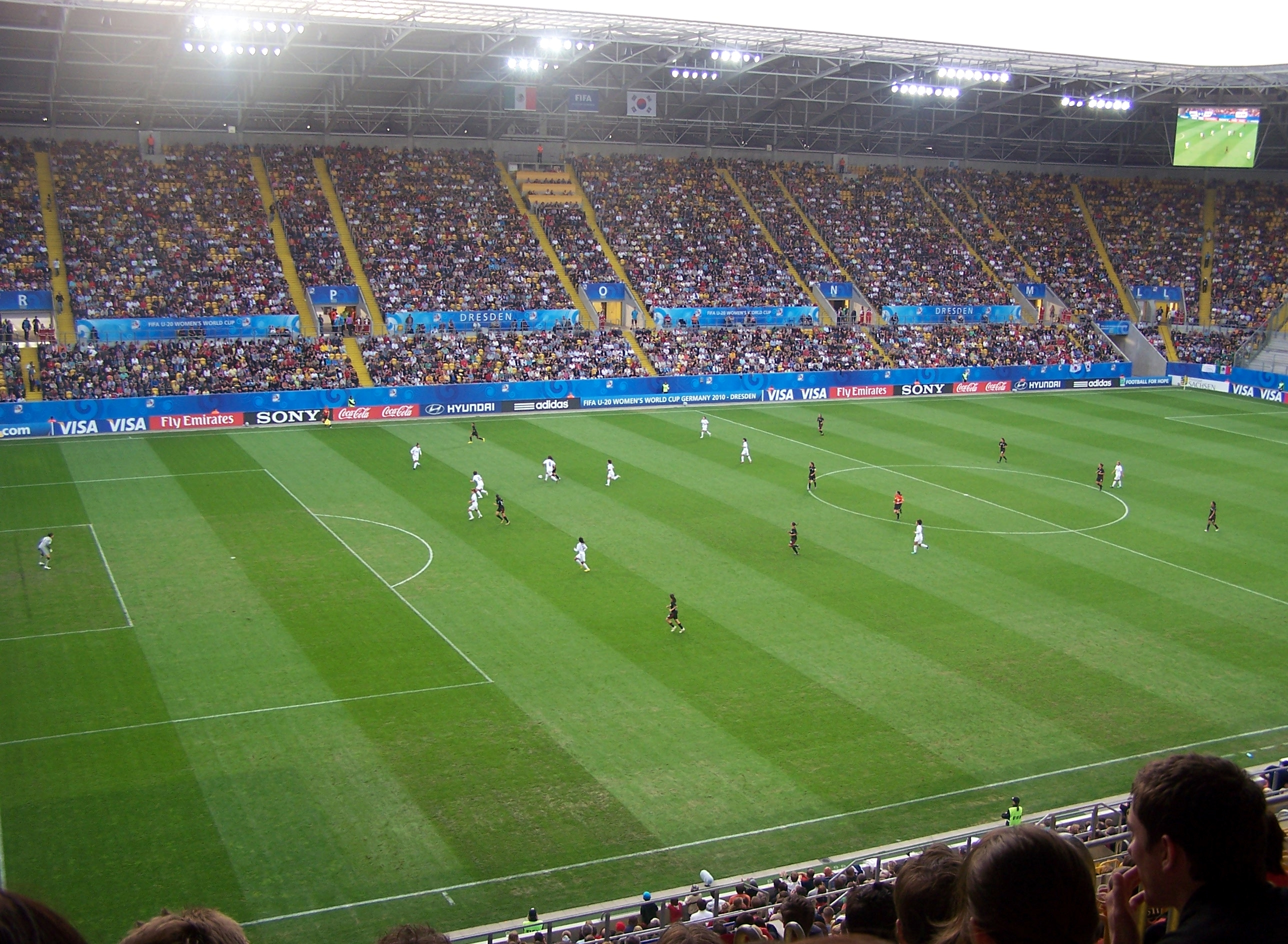
Viertelfinale Mexiko – Südkorea in Dresden: ein mexikanischer Angriff

Zwei Überraschungen und zwei Favoritensiege brachte das Viertelfinale. Gastgeber Deutschland besiegte den Finalisten von 2008 Nordkorea mit 2:0. Südkorea setzte sich klar mit 3:1 gegen die Überraschungsmannschaft aus Mexiko durch. Gleich zum Auftakt der Viertelfinalspiele kam Kolumbien im Duell der WM-Neulinge zu einem 2:0-Sieg über Schweden. Titelverteidiger USA schied im Elfmeterschießen gegen Nigeria aus. Damit zog Nigeria als erste afrikanische Mannschaft in das Halbfinale ein.

### Halbfinale
|                                                     |   |          |           |
| Donnerstag, 29. Juli 2010 um 15:30 Uhr in Bochum    |   |          |           |
| Deutschland                                         | – | Südkorea | 5:1 (2:0) |
| Donnerstag, 29. Juli 2010 um 18:30 Uhr in Bielefeld |   |          |           |
| Kolumbien                                           | – | Nigeria  | 0:1 (0:1) |

Deutschland zog mit einem klaren 5:1-Sieg über Südkorea zum zweiten Mal in ein WM-Finale ein. Alexandra Popp und Kim Kulig waren je zwei Mal erfolgreich, dazu kam ein Treffer von Svenja Huth. Für Südkorea erzielte Ji So-Yun den Ehrentreffer. Im zweiten Halbfinale setzte sich Nigeria durch ein frühes Tor von Ebere Orji gegen Kolumbien durch.

### Spiel um Platz 3
|                                                   |   |           |           |
| Sonntag, 1. August 2010 um 12:00 Uhr in Bielefeld |   |           |           |
| Südkorea                                          | – | Kolumbien | 1:0 (0:0) |

Südkorea sicherte sich durch einen 1:0-Sieg über Kolumbien den dritten Platz. Das Tor des Tages erzielte Ji So-Yun, die sich mit ihrem achten Turniertor den zweiten Platz in der Torjägerliste des Turniers sicherte. Für beide Mannschaften war es der größte Erfolg bei den U-20-Weltmeisterschaften.

### Finale
|                                                   |   |         |           |
| Sonntag, 1. August 2010 um 15:00 Uhr in Bielefeld |   |         |           |
| Deutschland                                       | – | Nigeria | 2:0 (1:0) |

Mit einem 2:0-Sieg wurde die deutsche Mannschaft zum zweiten Mal U-20-Weltmeister der Frauen. Alexandra Popp brachte Deutschland in der achten Minute in Führung. Ein Eigentor von Ohale nach Kopfball von Kim Kulig an den Pfosten machte in der Nachspielzeit den deutschen Sieg perfekt.

## Beste Torschützinnen
| Rang | Spielerin              | Tore |
| ---- | ---------------------- | ---- |
| 1    | Alexandra Popp         | 10   |
| 2    | Ji So-yun              | 8    |
| 3    | Sydney Leroux          | 5    |
| 4    | Antonia Göransson      | 4    |
| 5    | Elizabeth Cudjoe       | 3    |
|      | Marina Makanza         | 3    |
|      | Lee Hyun-young         | 3    |
| 8    | Ebere Orji             | 2    |
|      | Marina Hegering        | 2    |
|      | Mana Iwabuchi          | 2    |
|      | Yoreli Rincón          | 2    |
|      | Kim Kulig              | 2    |
|      | Debinha                | 2    |
|      | Natsuki Kishikawa      | 2    |
|      | Daniela Montoya Quiroz | 2    |
|      | Renae Cuéllar          | 2    |
|      | Sylvia Arnold          | 2    |
|      | Svenja Huth            | 2    |
|      | Desire Oparanozie      | 2    |
| 20   | Dzsenifer Marozsán     | 1    |

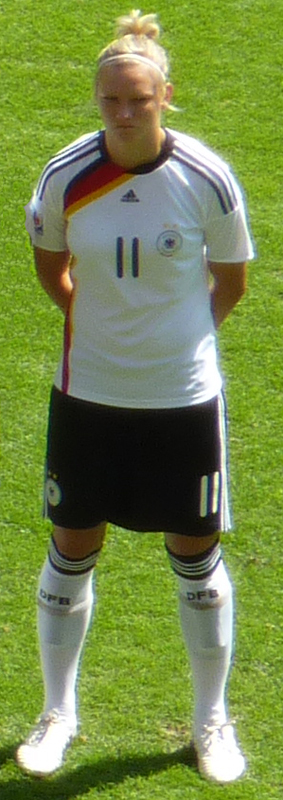
Alexandra Popp, beste Torschützin und Gewinnerin des Goldenen Schuhs sowie des Goldenen Balls

Weitere 35 Spielerinnen mit je einem Treffer; hinzu kamen drei Eigentore.

## Auszeichnungen

### Goldener Ball
Alexandra Popp wurde auch als beste Spielerin des Turniers mit dem Goldenen Ball geehrt. Sie erhielt bei der Wahl 50,79 Prozent der abgegebenen Stimmen und lag damit deutlich vor der Südkoreanerin Ji So-Yun, die 14,66 Prozent erhielt. Der Bronzene Ball ging an die Deutsche Kim Kulig, auf die 9,16 Prozent entfielen. Auch der Goldene Ball ging damit erstmals an eine deutsche Spielerin.

### Goldener Schuh
Mit dem Goldenen Schuh als Torschützenkönigin des Turniers wurde die Deutsche Alexandra Popp ausgezeichnet. Popp traf in jedem Spiel, erzielte während des Turniers zehn Tore und stellte damit den WM-Rekord der Kanadierin Christine Sinclair ein, die bei der Weltmeisterschaft 2002 ebenfalls zehn Mal erfolgreich war. Erstmals wurde eine deutsche Spielerin Torschützenkönigin. Platz zwei ging an die Südkoreanerin Ji So-yun vor der US-Amerikanerin Sydney Leroux.

### Goldener Handschuh
Der Goldene Handschuh für die beste Torfrau ging an die US-Amerikanerin Bianca Henninger. Damit wurde wie zwei Jahre zuvor eine Spielerin aus den Vereinigten Staaten geehrt. Ein Silberner bzw. Bronzener Handschuh wurde nicht vergeben.

### Fairplay-Auszeichnung
Als fairste Mannschaft wurde das Team aus Südkorea geehrt.

### Mannschaft des Turniers
Die Technische Studiengruppe der FIFA ernannte eine 21-köpfige Mannschaft des Turniers.
| Tor                            | Abwehr                                                           | Mittelfeld                                                                                     | Stürmer                                                                                               |
| ------------------------------ | ---------------------------------------------------------------- | ---------------------------------------------------------------------------------------------- | --- |
| Bianca Henninger Almuth Schult | Sin Sol-ryon Kenti Robles Kim Na-rae Osinachi Ohale Crystal Dunn | Yoreli Rincón Marina Hegering Kim Kulig Dzsenifer Marozsán Choe Un-ju Jon Myong-hwa Ebere Orji | Lady Andrade Alexandra Popp Mana Iwabuchi Sydney Leroux Desire Oparanozie Ji So-yun Antonia Göransson |

## Organisation

### Organisationskomitee und WM-Botschafter
Für die Organisation von U-20- und U-17-Fußball-Weltmeisterschaften der Frauen hatte die FIFA eine Organisationskommission (kurz: OK) eingesetzt. Dem 14-köpfigen internationalen Gremium saß der ehemalige deutsche Nationalspieler und Teamchef Franz Beckenbauer vor. Hannelore Ratzeburg war in dieser OK für die U-20-WM in Deutschland zuständig, Oliver Camps aus Trinidad und Tobago das OK-Mitglied für die dortige U-17-Weltmeisterschaft 2010 im September. Die Zusammenarbeit mit der FIFA-Organisationskommission der Weltmeisterschaft 2011 unter Worawi Makudi soll unter anderem dadurch sichergestellt werden, dass Hannelore Ratzeburg Mitglied beider Kommissionen ist. Das Lokale Organisationskomitees (LOK) für die Frauen-Fußball-WM 2011, als dessen Präsidentin der DFB Steffi Jones ernannte, ist seit dem FIFA-Beschluss, im Vorjahr der WM eine U-20-WM im selben Land zu veranstalten, auch für diese zuständig.
Allgemeine WM-Botschafterinnen waren die Ex-Bundesligaspielerin und heutige TV-Moderatorin Shary Reeves, die Ex-Nationalspielerinnen Sandra Minnert, Renate Lingor und Britta Carlson, die Paralympics-Medaillengewinnerin Manuela Schmermund und als internationale Botschafterin die US-amerikanische Fußballlegende Mia Hamm.
An den Spielorten gibt es Außenstellen des LOKs, die jeweils von den Präsidenten der regionalen Fußball-Verbände geleitet werden: Hermann Korfmacher (Westfalen), Klaus Reichenbach (Sachsen) und Rainer Koch (Bayern). Jede der vier Gastgeberstädte repräsentieren zwei prominente „WM-Botschafter“. Für den Finalspielort Bielefeld wurden die ehemalige Nationalspielerin Kerstin Stegemann und der Fernsehmoderator Oliver Welke auserkoren. Den Schauplatz des Eröffnungsspiels, Bochum, vertreten die Moderatorin Shary Reeves und der lange für den VfL Bochum aktive Ex-Fußballer Dariusz Wosz. Für Augsburg stehen die Biathletin Magdalena Neuner und der ehemalige Fußballprofi Karl-Heinz Riedle, der beim FC Augsburg seine Karriere begann. Dresdens Botschafter sind die Schauspielerin Stephanie Stumph und der in Dresden geborene und aufgewachsene Fußballspieler und -trainer Matthias Sammer. Die Botschafter Dresdens, Bochums und Augsburgs sind zugleich Botschafter für die Fußball-Weltmeisterschaft der Frauen 2011.

### Logo und Maskottchen

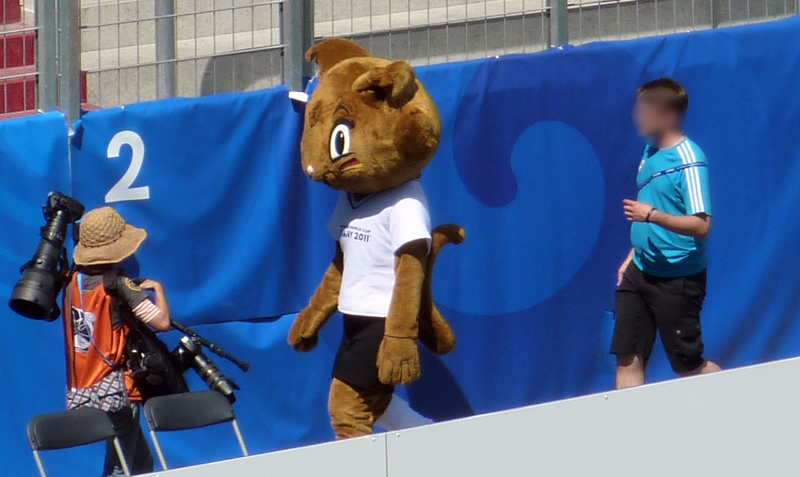
Die Katze „Karla Kick“ (Mitte)

Das Turnierlogo wurde am 24. September 2009 in der Bielefelder SchücoArena vorgestellt. Das Logo zeigt eine Fußballspielerin, die den Ball in der Luft abnimmt und aufs Tor schießt. Deutschland als Gastgeber wird durch die Nationalfarben Schwarz-Rot-Gold symbolisiert. Das Logo soll die Dynamik des Frauenfußballs, die filigrane Technik und die Freude am offensiven Spiel ausdrücken.
Das Maskottchen der Fußball-Weltmeisterschaft der Frauen 2011 stellte WM-OK-Präsidentin Steffi Jones bei der Eröffnung der U-20-WM am 13. Juli 2010 in Bochum vor. Die „Karla Kick“ genannte Plüsch-Katze kam bereits bei der U-20-WM an allen Spielorten zum Einsatz. Das Maskottchen soll nach den Worten von Steffi Jones „die wichtigsten Attribute des Frauenfußballs: Leidenschaft, Spaß und Dynamik“ repräsentieren.

### Sponsoren und Spielball
Die Sponsoren wurden in zwei Gruppen eingeteilt: Zu den ständigen internationalen „FIFA-Partnern“ adidas, Coca-Cola, Emirates, Hyundai-Kia Motors, Sony und Visa traten für die U-20-WM die „nationalen Förderer“ genannten deutschen Unternehmen hinzu: Allianz, Commerzbank, Deutsche Bahn, Deutsche Post AG, Deutsche Telekom und der Handelskonzern Rewe.
Der Spielball der U-20-Fußball-Weltmeisterschaft der Frauen 2010 war der von FIFA-Partner Adidas vertriebene Jabulani, dasselbe Modell, das bereits bei der Fußball-Weltmeisterschaft 2010 in Südafrika zum Einsatz gekommen war.

## Schiedsrichterinnen
Die FIFA nominierte 14 Schiedsrichterinnen und 28 Assistentinnen für die 32 Spiele des Turniers. Deutschland stellte mit Bibiana Steinhaus als Schiedsrichterin und vier Assistentinnen das größte Kontingent. Als Assistentinnen nominierte der DFB Christina Jaworek, Inka Müller, Katrin Rafalski und Marina Wozniak.
Hauptschiedsrichterinnen:
- Carol Chénard
- Dagmar Damková
- Cristina Dorcioman
- Dianne Ferreira-James
- Etsuko Fukano
- Hong Eun-ah
- Alexandra Ihringová
- Jacqui Melksham
- Jenny Palmqvist
- Christina Pedersen
- Silvia Reyes
- Kari Seitz
- Bibiana Steinhaus
- Mercy Tagoe

Schiedsrichterassistentinnen (Auswahl):
- Marlene Duffy
- Veronica Perez

## Statistik
In den 32 Spielen des Turniers fielen 99 Tore. Dies waren 14 weniger als bei der WM 2008. Die torhungrigste Mannschaft war Deutschland mit 20 Toren, während die Schweiz als einziges Team ohne eigenen Torerfolg blieb. Sieben Elfmeter wurden während des Turniers verhängt, von denen fünf verwandelt wurden. Die Fehlschüsse leisteten sich Katherine Alvelado (Costa Rica) und Marina Hegering (Deutschland). Drei Eigentore fielen während des Turniers.
Die Schiedsrichterinnen vergaben 48 gelbe sowie jeweils eine gelb-rote und eine rote Karte. Die Mannschaft aus Kolumbien erhielt mit neun die meisten Karten, während die englische Mannschaft ohne Verwarnung auskam. Fünf Spielerinnen sahen zweimal die gelbe Karte. Des Feldes verwiesen wurden Bianca Schmidt (Deutschland, rot) und Choe Mi Gyong (Nordkorea, gelb-rot).
Mit 397.385 Zuschauern wurde ein neuer bis heute (Stand: 24. August 2018) bestehender Zuschauerrekord für eine U-20-Weltmeisterschaft der Frauen aufgestellt. Durchschnittlich besuchten damit 12.418 Zuschauer die 32 Partien des Turniers. Von der Gesamtzuschauerzahl entfielen 125.609 auf die Spiele der deutschen Mannschaft, was einem Schnitt von 20.934 entspricht. Insgesamt wurden 236.329 Eintrittskarten verkauft. Die Differenz erklärt sich dadurch, dass die FIFA bei Karten, die für zwei Spiele galten, für ihre Statistik die Zahl der verkauften Eintrittskarten verdoppelte.

## Berichterstattung
Die Übertragungsrechte der Fernsehbilder lagen beim Sportsender Eurosport. Dieser zeigte die meisten Gruppenspiele auf seinem zweiten, verschlüsselten Programm (Eurosport 2) live. Die Finalspiele wurden teilweise auch auf dem Hauptprogramm Eurosport live ausgestrahlt. Wiederholungen liefen zudem auf beiden Programmen. Über das Internetbezahlfernsehen Eurosport Player wurden die Spiele ebenso übertragen. Bei der Übertragung des Finals erzielte Eurosport eine durchschnittliche Reichweite von 1,59 Millionen Zuschauer in Deutschland, was einem Marktanteil von 11,3 Prozent entsprach.
Des Weiteren konnten die Spiele auf der Webseite der FIFA mit englischsprachigem Kommentar kostenlos angesehen werden.